# مارجريت أفيسون
مارجريت أفيسون (بالإنجليزية: Margaret Avison)‏‏ (23 أبريل 1918 في كامبريدج، أونتاريو - 31 يوليو 2007 في تورونتو) مؤلفة، وشاعرة، وكاتِبة من كندا.

## التعليم
تعلمت مارجريت أفيسون في:
- جامعة تورنتو

## الجوائز
حصلت مارجريت أفيسون على الجوائز الآتية:
- زمالة غوغنهايم
- ضابط وسام كندا

## روابط خارجية
- مارجريت أفيسون على موقع الموسوعة البريطانية (الإنجليزية)